# U.S. Route 26
U.S. Route 26 (också kallad U.S. Highway 26 eller förkortat  US 26) är en amerikansk landsväg. Den går ifrån Seaside, Oregon i väster till Ogallala, Nebraska i öster och är 2 390 km lång.
Vägen följer till stora delar samma sträckning som den historiska nybyggarleden Oregon Trail gjorde på 1800-talet.